# Station Quevaucamps
Station Quevaucamps is een voormalig spoorwegstation langs spoorlijn 79 (Blaton - Quevaucamps) in Quevaucamps, een deelgemeente van de Belgische gemeente Belœil.
In het voormalig stationsgebouw bevindt zich het Musèe de la Bonneterie et du negoce de la Toile.
0,0: Blaton ·
Quevaucamps-Route ·
Quevaucamps-Place ·
3,0: Quevaucamps